# Stockholm Syndrome (album av Backyard Babies)
Stockholm Syndrome är ett album av den svenska rockgruppen Backyard Babies, utgivet 2003. Det producerades av Joe Barresi. Albumet blev tvåa på den svenska albumlistan.

## Låtlista
1. "Everybody Ready?!" - 3:06
2. "Earn the Crown" - 3:53
3. "A Song for the Outcast" - 3:49
4. "Minus Celsius" - 3:35
5. "Pigs for Swine" - 3:06
6. "One Sound" - 3:33
7. "Say When" - 2:33
8. "Year by Year" - 3:54
9. "Friends" - 2:49
10. "Be Myself and I" - 3:40
11. "You Tell Me You Love Me You Lie" - 3:35
12. "Shut the Fuck Up" - 2:44 (bonusspår)